# Linia biełgorodzka
Linia biełgorodzka (ros.  Белгородская черта) – linia umocnień zbudowana przez Carstwo Rosyjskie w latach 1635 do 1653 dla ochrony przed najazdami Tatarów i zablokowania prowadzącego w głąb państwa moskiewskiego Szlaku murawskiego, Szlaku izjumskiego i kałmuckiego. Linię obronną zbudowano na terenie późniejszej Ukrainy Słobodzkiej wzdłuż ufortyfikowanych miast Ochtyrka—Biełgorod—Olszańsk—Woroneż—Tambow—Wałujki—Stary Oskoł—Kursk. 
Linia miała też zapobiegać ucieczkom chłopstwa pańszczyźnianego na stepy.
Całkowita długość umocnień wynosiła 800 km (750 wiorst). W skład linii wchodziły forty z drewnianymi umocnieniami oraz wieżami strażniczymi. Ponadto na przypuszczalnych szlakach tatarskich najazdów lokalizowano wały ziemne oraz przeszkody z bali.
Do zarządzania tą linią obronną stworzono osobny okręg wojskowy: Biełgorodzkij Razriad (rus. Белгородский разряд), przez co zdecentralizowano zarządzania potencjałem militarnym na tym obszarze.
Założenie to praktycznie uniemożliwiało tatarskie najazdy na ziemie rosyjskie z uwagi na trudność jego sforsowania. Linia straciła swoje znaczenie obronne w XVII wieku, gdy zastąpiła ją położona bardziej na południe Linia Izjumska.